# El Mas Vendrell
El Mas Vendrell és una serra situada entre els municipis d'Avinyonet del Penedès a la comarca de l'Alt Penedès i d'Olivella a la comarca del Garraf, amb una elevació màxima de 214 metres.